# Fiakrista markýzem (Rafael)
Fiakrista markýzem (v němčině Der Fiaker als Marquis) je lokální komická opera (singspiel) o třech dějstvích českého zpěváka, dirigenta a skladatele Karla Františka Rafaela na libreto vídeňského dramatika Adolfa Bäuerleho, upravené Ferdinandem Leopoldem von Biedenfeldem. Premiéru Rafaelova Fiakristy markýzem uvedlo v prosinci roku 1829 Městské divadlo ve Vratislavi.

## Vznik, charakteristika a historie
Skladatel opery, žamberský rodák Karel František Rafael, začínal v roce 1814 jako devatenáctiletý v brněnském divadle jako kontrabasista, záhy se však uplatnil jako basista, vystupoval též v činohře, později též dirigoval a komponoval. Často měnil působiště on sám nebo divadelní společnosti, jichž byl členem, proto jsou informace o jeho činnosti mezerovité. Skládal však hudbu k činohrám a baletům. V roce 1814 napsal hudbu ke zpěvohře Strašidlo ve mlejně, první profesionální zpěvohře v češtině, která měla premiéru na Moravě. Na přelomu 20. a 30. let 19. století působil v různých divadlech na severní Moravě a ve Slezsku a roku 1828 je doložen jako basista v opeře ve slezské Vratislavi a následně jako učitel zpěvu v tomto městě. Pro vratislavské městské divadlo i komponoval; v prosinci roku 1829 byla uvedena jeho druhá doložená zpěvohra Fiakrista markýzem.
Stejně jako v případě Strašidla ve mlejně se jedná u nové zhudebnění staršího libreta určeného původně populárnímu vídeňskému skladateli Wenzelu Müllerovi; jeho verze Fiakristy markýzem měla premiéru 10. února 1816 ve vídeňském divadle Theater in der Leopoldstadt.. Libreto významného představitele předbřeznového vídeňského lidového divadla Adolfa Bäuerleho, které v originální verzi překypuje vídeňskými lokálními narážkami a dialektem, pro uvedení ve Vratislavi upravil tehdejší spolunájemce a spoluředitel (společně s Carlem Piehlem) Městského divadla Ferdinand Leopold svobodný pán von Biedenfeld (1785-1862). Jeho námět je komedie záměn s divadelně prověřeným tématem osoby náhle a krátkodobě povýšené do mnohem vyššího společenského postavení, zpestřené žánrovým vykreslením specifického prostřední vídeňských drožkářů.
Hudba ani úplné libreto této zpěvohry se nedochovaly, tiskem byly vydány pouze texty árií dokládající, že Biedenfeldovy úpravy nebyly zásadní; došlo zřejmě k jisté personální redukci, protože zpěvní party Elise a dudáka jsou připsány markýze a Bünckerlovi. Stejně tak nejsou zaznamenány reakce kritiky nebo obecenstva až na skutečnost, že se Rafaelův Fiakrista markýzem hrál do poloviny roku 1830 čtyřikrát. V žádném jiném divadle zřejmě tato verze uvedena nebyla.

## Osoby
- Markýza Desainová
- Ludwig, její syn
- Elise, její dcera
- Markýzin domácí lékař
- Florian Kreuzkopf, fiakrista
- Zillerl, jeho manželka
- Knackerl, Kreuzkopfův pacholek
- Speck, Kreuzkopfův pacholek
- Riemer, Kreuzkopfův pacholek
- Fisoleupoldt, Kreuzkopfův pacholek
- Bünckerl, Kreuzkopfův pacholek
- Mariandl, Kreuzkopfova sestra
- Suserl, Kreuzkopfova služka
- Michel, Tyrolan
- Lisel, jeho snoubenka
- Pimpernelle Haarwarzenová, kořenářka
- Lorenz, koňský handlíř
- Komisař
- Soudní sluha
- Drožkářští pacholci, pánové a dámy, hudebníci, služebnictvo, lid, drožkářští učni[5]

## Děj opery
Odehrává se ve Vídni počátkem 19. století.

### 1. dějství
(1. obraz – Dvůr Kreuzkopfovy fiakristické firmy) Je ráno. Majitel drožkářské firmy Florian Kreuzkopf svolává fiakristy ve své službě. Jako poslední z nich se dostaví Matthias Krenberger zvaný Knackerl, mladý Tyrolan, který má stále hlavu v oblacích a je zamilován do Florianovy sestry Mariandl. Jenže Florian je rozhodnut ji provdat za koňského handlíře Lorenze. Pohání všechny fiakristy do práce a odjíždí s nimi za zákazníky (č. 1 introdukce Holla, holla, der Peitschenknall).
(2. obraz – Světnice u Kreuzkopfů) Zůstávají jen Florianova manželka Zillerl a služka Suserl. Suserl je zamilována d jiného z fiakristů, Bünckerla, a její paní jí vypráví, jak byla dříve sama zamilována do Lorenze. Jenže její rodiče ji donutili ke sňatku s Kreuzkopfem, protože měl o čtyři koně více Zillerl stále sní o „Lenzlovi“ a svému muži vyčítá hrubost: zachází s ní prý jak s kobylou. Má však plán, který dohaduje přímo s Lorenzem. Dělá vše pro to, aby podpořila jeho námluvy u Mariandl a dostala ho tak do domu a do rodiny, aby mohl udržovat svůj poměr. Lorenz však stranou přiznává, že o Zillerl už nestojí a že chce skutečně Mariandl… Zillerl přivádí Mariandl a přesvědčuje ji, aby si vzala Lorenze. Mariandl se vzpouzí a tvrdí, že miluje Knackerla, ale to Lorenze a Zillerl neodradí (č. 2 tercet Sei nich so scheu, da ist er schon).

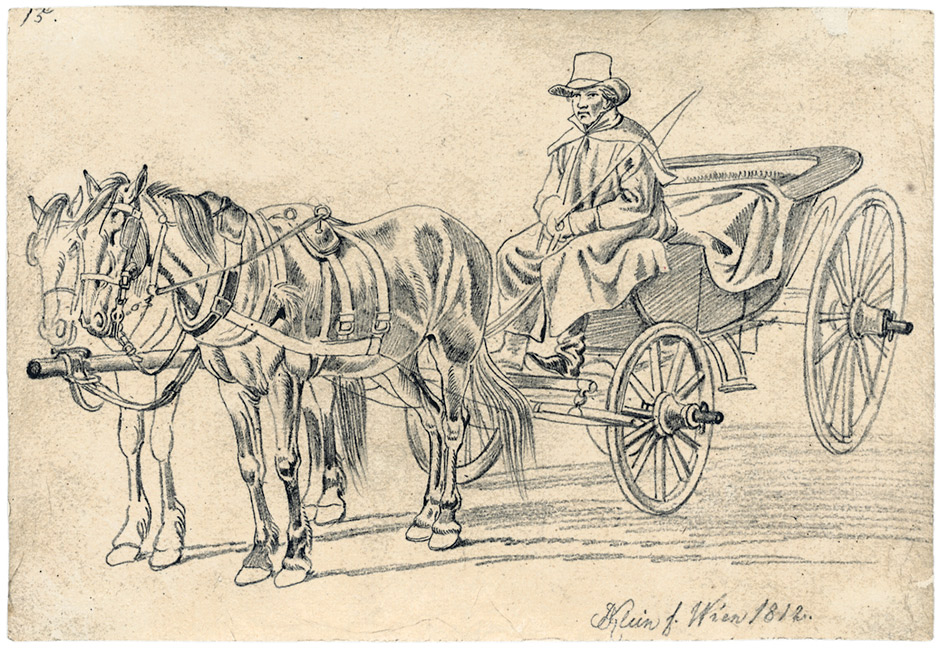
Vídeňský drožkář, kresba Johanna Adama Kleina z roku 1812

(3. obraz – Dvůr Kreuzkopfovy fiakristické firmy) Knackerl zanedbává své povinnosti, přestože má předplacené ryto do Badenu, protože jeho myšlenky jsou jinde. K tomu, aby se mohl ucházet o Mariandl, by potřeboval peníze. V tomto ohledu se spoléhá na to, že zde ve Vídni vyhledá jistého markýze, svého soukojence, který k němu bude jistě štědrý. Nadto mu postilion s půlročním zpožděním předal dopis od jeho zesnulé matky z Tyrol a Knackerl hledá Mariandl, aby mu ho přečetla. Jenže ta má starost, že ji nutí do rychlého sňatku s Lorenzem, a Knackerlovy vzdušné zámky nebere vážně. Bünckerl přibíhá s varováním, že se blíží Knackerlům zanedbaný zákazník, a vzápětí se objeví rozzuřený markýz Desain. Vyčítá fiakristovi hodinu a půl zpoždění, a přestože mu Knackerl nabízí, že ho ihned odveze, markýz trvá na tom, že musí jít do vězení pro podvod. Když se však Knackerl dozví klientovo jméno, poznává v něm svého soukojence a ihned se k němu důvěrně hlásí. Markýz je takovým bratříčkováním pohoršen a ještě více rozhněván běží pro policii (č. 3 kvartet Verdammter Bursche, deine Ränke).
Zatím přiběhnou Lorenz a Zillerl, aby zjistili, co je to za povyk, a rovněž kořenářka Pimpernelle Haarwarzenová, která ze svého okna v prvním poschodí vše vyslechla a nyní se Knackerlovi jízlivě vysmívá. Sbíhají se i ostatní fiakristé. Mistr Kreuzkopf si stěžuje, že se zvěsti o Knackerlově výstupu dostaly až mezi jeho konkurenty, kteří si z něho nyní utahují. Nakonec markýz přivádí soudního sluhu a soudní stráž, aby Knackerla přes veškeré protesty odvedli do vazby. Jenže to překazí jiný policejní komisař; když identifikuje Knackerla, odvádí ho s sebou neznámo kam. Ale už to, že Knackerlovi oniká a odváží ho v kočáře, vyvolá všeobecné ohromení (č. 4 sbor Was muß denn das wohl seyn).

### 2. dějství
(1. obraz – Skvostně vyzdobená komnata markýzy Desainové) O paní markýzu se střídavě pokoušejí mdloby, její domácí lékař ji křísí. Nato markýza čte dopis od úřadů z Tyrol, kde má markýza venkovské sídlo. Bývalá kojná Eva Krenbergerová, Knackerlova matka, prý na smrtelné posteli přísežně vypověděla, že kdysi zaměnila svého syna za markýzina syna Ludwiga. Markýza očekává svého nového skutečného syna – zatím ho jen slyšela a už to ji zděsilo. Snaží se vyzpovídat svou novou služebnou Lisel, která pochází ze stejné vsi a starou Krenbergerovou znala, ale Lisel se o klepy příliš nestarala. Zato si markýze stěžuje na násilnou dotěrnost jejího lékaře a jejího (dosavadního) syna, přestože všichni vědí, že co nevidět očekává příjezd svého ženicha Michela.
K markýze je předveden Knackerl. Přestože již byl informován o situaci a přiměřeně oděn, podle řeči a chování je to stále drožkář – a markýza omdlévá pokaždé, když jen slyší slovo „fiakr“. Jediné potěšitelné je po ni to, že Knackerl velkodušně nehodná z domu vyhodit svého soukojence, přestože se k němu zachoval tak hrubě. Nechce se však vzdát své Mariandl, ač mu dosavadní markýz Ludwig vysvětluje, že na ni teď musí zapomenout. Markýza Knackerla varuje, že dnes večer se sejdou její příbuzní a známí, aby jim nového syna a dědice představila, a Knackerl se musí chovat přiměřeně svému nynějšímu stavu. Markýza, Ludwig a domácí lékař Knackerla zkoušejí (č. 5 kvartet Wenn ich zu dem Feste im Glanz erschiene).
(2. obraz – Dvůr Kreuzkopfovy fiakristické firmy) U Kreuzkopfů si všichni vzrušeně vyprávějí o tom, co se stalo. Nejpodrobnější, ale skutečnosti značně vzdálené informace má kořenářka Pimpernelle. Handlíř Lorenz se raduje, že je nyní v námluvách o Mariandl bez soka. Bünckerl zatím hledá dobrovolníky, aby svému nově povýšenému kamarádovi zahráli a zazpívali noční hudbu; připojí se k němu Mariandl, fiakrista Speck a další (č. 6 píseň se sborem So gegen Abend kommen wir).
(3. obraz – Pokoj Knackerla jakožto markýze) Domácí lékař se snaží dávat Knackerlovi ještě lekce v chování. Knackelr míní, že alespoň jedno umí dokonale – svádět ženské – ale vzápětí si vyláme zuby na Lisel. Navíc ho přispěchala navštívit Pimpernelle a Knackerl lékaři ukazuje, jak se jí za pomoci uhlazeného chování – a dvaceti zlatých z doktorovy kapsy – dokáže elegantně zbavit. Pak Knackerl i lékař odcházejí ke slavnostní večeři.
(4. obraz – Nádherně osvětlený sál s jídelními stoly a orchestrem v pozadí) Markýza vítá shromážděné hosty a představuje jim nového markýze von Desain. Knackerl se snaží započít řeč, ale brzy ji raději přeruší a vyzývá k zasednutí ke stolu. Jen se začne hodovat, zazní zvenčí zpěv jeho kamarádů fiakristů (č. 7 kvartet fiakristů Da sind wir beisammen und singen eins vor). Ke zděšení polomrtvé markýzy zve Knackerl všechny do paláce a fiakristé se promísí se vznešenou společností. Dorazí i prodavač koberců Michel a doptá se své snoubenky Lisel. Na Knackerlův pokyn začíná veselý tanec Michela s Lisel, Knackerla s Mariandl a fiakristů s urozenými dámami.

### 3. dějství
(1. obraz – Pokoj Knackerla jakožto markýze) Po „plesu fiakristů“, který hluboce otřásl její reputací, dala markýza Knackerlovi přichystat šatstvo, peníz a kočár a posílá ho na vesnické sídlo, dokud se nenaučí slušnému chování. Navíc Elise s lékařem Knackerlovi sdělují, že se musí zříci Mariandl, jinak u markýzy definitivně upadne v nemilost. Knackerl to rázně odmítá a zoufá si. Proč si jen jeho původní matka raději nevzala své tajemství do hrobu? Být markýzem má samé nevýhody (až na peníze) (č. 8 píseň Wenn ich bedenk', was alles heut). Vzpomene si přitom na nepřečtený dopis od matky, který zůstal v jeho drožkářském kabátě u mistra Kreutzkopfa, a lékař se nabízí, že ho přinese.
Bünckerl přináší Knackerlovi zprávu, že Mariandlin sňatek s Lorenzem je na spadnutí a že dívka uvažuje o sebevraždě. Knackerl se ihned rozhoduje jednat: má teď nějaké peníze a kočár k dispozici, takže mohou s Mariandl utéci třeba do Turecka. 
Lisel vypráví Michelovi o tom, jak usilovně se o její přízeň muži ve Vídni ucházeli, a nejvíce mladý markýz. Vnutil jí dokonce prsten a vymámil z ní dnes večer dostaveníčko v zahradě. Michel je rozpálen žárlivostí a vzteky. Lisel se s ním domluví, že bude moci schůzku sledovat z úkrytu a v příhodný čas se s ní vyměnit (č. 9 píseň Michela Mein lieber Sohn, mein lieber Michel).
I původního markýze posílá markýza s apanáží na cesty. Markýz se raduje, že mimo ustavičný matčin dohled může konečně svést Lisel a vzít ji s sebou.
(2. obraz – Zahrada) Bünckerl přivádí Mariandl, která unikla bratrovu dozoru, do zahrady a Knackerl jí běží vstříc. Napůl po drožkářsku, napůl po šlechticku jí vyznává lásku. Přesvědčí ji aby dříve, než pro ně přijede smluvený kočár, si s ním skočila do bukového houští (č. 10 duet Madel sag, willst mit mir gehen?).
Markýz přichází a shání Lisel. Ta se vzápětí objeví a říká, že je ochotna s ním jít, jen se skryje pod Michelův plášť a klobouk, aby ji lidé na ulici nepoznali. Pak si nepozorovaně vymění místo se svým snoubencem. Zatímco Knackerl a Mariandl běží ke svému spřežení, odvádí si markýz do svého kočáru… Michela.
(3. obraz – Osvětlený zámecký sál) Lékař vypráví markýze a Elise, co se dočetl v Knackerlově dopise: jeho matka si prý záměnu dětí vymyslela, aby synovi dopomohla k lepší existenci. Markýza je radostí bez sebe a  shání se po Ludwigovi, ale Lisel jí vypoví, co se s ním seběhlo.
Za velkého hluku způsobeného fiakristy a služebnictvem přivádí policejní komisař Knackerla s Mariandl a markýze s přestrojeným Michelem. Došlo totiž ke zdvojené objednávce, oba páry se sešly u stejného kočáru a daly se do potyčky, již přerušil až policejní zákrok. Markýza označuje Knackerla přede všemi za podvodníka a přikazuje pravému markýzovi, aby na něm vykonal trest a pomstu. Ten se nejprve matce omlouvá, že z milostného záchvatu unesl Lisel – a v tom okamžiku se odhalí Liselina a Michelova záměna a všichni se markýzovi vysmějí. Michel pak slovem i listinou dosvědčí, že Knackerl neměl o lsti své matky ani tušení. Markýza nakonec prokáže štědrost, slibuje zařídit Knackerlovu a Mariandlinu svatbu a odchází se synem, přenechávajíc pro dnešní večer svůj palác k obveselení fiakristům (č. 11 závěrečný sbor Das Glück ist wandelbar).